# Minimum Rockets
Minimum Rockets（ミニマム・ロケッツ）は、日本のロックバンドである。

## 概要・経歴
ギターのRITSUを中心に2008年1月から活動開始。メンバーは変則変動的であるが、OKAZAKI加入後はツインドラムを要とする。セッション性を好み楽曲はライヴごとに自由なアレンジをみせ、演奏される曲調も多ジャンルにわたる。活動初期はインストゥルメンタルが中心であったが、徐々にボーカル入りの楽曲も増えている。

## メンバー
RITSU SAITO
ギター&ヴォコーダー。bulb、LOOPUS、T4R、ex.STALIN ほか
TAKESHI HORIE
ドラムス。bulb、LOOPUS、T4R、Zeqoo ほか
TATSUYA SHINODA
ベース。猫騙、T4R、ex.Galla、ex.muff　2008年3月-
KATSUSHIGE OKAZAKI
ドラムス&シャウト。AGE of PUNK、Lucy、ex.M-AGE　2008年6月-
DIE
キーボード&ヴォコーダー。Ra:IN、二枚舌、ex.hide with Spread Beaver ほか　2008年9月-

## これまでの参加アーティスト
Chirolyn
ベース&ヴォーカル。ex.hide with Spread Beaverほか　2009年1月
Marty Friedman　
ギター。2009年5月
BUCCI
トランペット。HIROCINEMA、tRAPほか　2009年11月、2010年3月、6月
ほか

## ディスコグラフィ

### CD
- first rocket （2008年5月11日）

eight/eleven/five/two/seven/one/quest/four/three/ten/inner space/KIMO SUI(live)
- c （2008年6月25日）

clock/crack/chest/cyclops/celica/crow
- HYDRO （2008年8月15日）

domino/woom/semi/bishop/hydro
- BEST+ （2008年10月18日）ベスト盤

cyclops/woom/eleven/eight/clock/domino/ground/hydro/ten/crack/five/one/three/inner space/cycrops(live)/five(live)
- marvelous? （2009年9月18日）

five/one/to and fro/laundry/woom
- eon （2009年12月28日）

cyclops/eight/hydro/bolt/crack

### DVD
- sphere （2010年3月22日）

cyclops/eight/nairobi/five/laundry/hydro/深海/woom/crack/to and fro/domino